# Сельман Ада
Сельман Ада (народився 24 лютого 1953, Джейхан), турецький композитор, диригент оркестру та піаніст.
Це перший турецький композитор, який опублікував свої твори в повному обсязі і перший турецький генеральний музичний керівник Стамбульської державної опери та балету.
У 1973 році, у віці 20 років він почав керувати Стамбульським оперним оркестром, і увійшов в історію як "наймолодший диригент оперного оркестру у світі " .
Після звільнення Ренгіма Гьокмена 24 липня 2014 року Сельман Ада був призначений на посаду генерального директора та художнього керівника Державної опери та балету Туреччини і працював на цій посаді до 30 жовтня 2017 року.

## Життєвий шлях
Він народився в Джейхані в 1953 році. Музикою він почав займатися з семи років, його вчителями були професор Ферді Стайтцер, Мітхат Фенмен.
У 1965 році, коли йому було дванадцять років, він був доставлений державою до Паризької національної вищої консерваторії з сім'єю, згідно з «Законом про дивовижну дитину» № 6660. Він є єдиним композитором та диригентом оркестру, який пройшов підготовку за цим законом. Він працював із всесвітньо відомими майстрами, такими як П'єр Санкан, П'єр Паск'є, Анетт Дюдоне, Крістіан Манен, Роджер Бутрі та Ельза Баррейн у Парижі . У 1965 році зі своїм «Методом Сольфеджіо», 12 річний Сельман Ада увійшов до історії музичної освіти у Франції. У 1971 році 18-річний Сельман Ада закінчив свою школу за п'ятьма відділеннями.
У 1973 році він почав працювати в Стамбульській державній опері та балеті асистентом і студентом Генерального музичного директора Роберта Вагнера . У 1975 р. він очолив оперу «Дон Джованні», замінивши диригента оркестру, який захворів. Завдяки цій події він увійшов в історію як "наймолодший диригент оперного оркестру у світі " і був негайно призначений в цю установу диригентом Айдіном Гюном за надзвичайний успіх .
У 1979 році працював генеральним музичним директором Державної опери та балету в Анкарі. Він був першим турецьким композитором, який зайняв цю посаду в закладі.
У 1980 р. Він повернувся до Парижа і створив відділ управління оперою та управління оркестром в «Ecole Normale Superieure de Musique». У цій групі продовжував освіту протягом семи років. Він також супроводжував відомого тенора Маріо дель Монако . У 1987 році він повернувся до Туреччини, знову став керівником Стамбульського оперного оркестру. У 2002 році працював генеральним музичним директором Мерсінського державного театру опери та балету.
15 жовтня 2011 року він заснував арт-центр Ількадім у Самсуні, і як генеральний директор, засновник цього центру, він передасть свої знання та досвід новим поколінням.

### Композитор
Селманські острови в рамках композиції з семирічного віку, диригент, композитор і піаніст як представники понад тисячі в Туреччині та європейських країнах, виступали з концертами. Композитор відсвяткував своє 50-річчя творчої діяльності у 2011 році.
Композитор, який пише фортепіано та камерну музику, має три сценічні твори. Перший з них, «Алі баба і сорок злодіїв», поставлена і привертає увагу з 1991 року, коли світову прем'єру провів Державний оперний балет Анкари. Сельман Ада має звання першого турецького композитора, який увійшов до світового оперного репертуару з оперою " Алі Баба та Кірк Харамілер ", яка зуміла поєднати турецьку культуру з поліфонічною західною музикою з більш ніж 60 творами.
Твір другого етапу — «Ораторія синьої точки», що складається з віршів, написаних Тариком Гюнерселем. Робота була вперше виконана в Ізмірській державній опері та балеті. Сценічну версію вперше поставила Державна опера та балет Анкари в сезоні 2004—2005 років хореографом Мехметом Балканом.
Світова прем'єра опери "Aşk-ı Memnu " (Tarık Günersel, за мотивами лібрето: Галіт Зія Ушаклігіл) була здійснена режисером Шетіном Іпеккаєм в Державній опері та балеті Мерсін, 23 січня 2003 року, на 100-му році роману.
Ораторії та опери композитора перекладені англійською, німецькою, фламандською та французькою мовами, а всі його твори видані п'ятьма мовами видавництвом у Німеччині .
Композитор написав кантату під назвою Mevlid. Робота під назвою " Мевліт Кантат " була вперше виконана 20 квітня 2011 року в Стамбулі під його власним диригентом

## Перелік творів

### Фортепіанні твори
- " Сорок злодіїв для фортепіано " (1960)
- " Köçekçe для фортепіано " (1964)
- " 5 п'єс для фортепіано " (1965, Струбе Верлаг Мюнхен-Берлін)
- " Назустріч селу " (сюїта для фортепіано, 1967, Струбе Верлаг Мюнхен-Берлін)
- Одночастинна соната для фортепіано " Нісабур " (1973, Струбе Верлаг Мюнхен-Берлін)
- " 12 амодальних прелюдій " (Апострофічні строфи, для фортепіано (1980—1991, Strube Verlag München-Berlin))
- " Асімагії " (Sihr -i Şark) 20 п'єс для фортепіано, 1994, Струбе Верлаг Мюнхен-Берлін)
- Для фортепіано " 5 етюдів " (1998, Strube Verlag München-Berlin)
- " Рапсодія " (Nihavend Longa, для фортепіано, 1998, Strube Verlag München-Berlin)
- " Jeux de piano " (Ігри з фортепіано, 24 п'єси для молоді, 2000, Струбе Верла Мюнхен-Берлін)
- " Deutsche Volksliederbuch für Klavier " (2003, Strube Verlag München-Berlin)
- Для фортепіано " Три миттєві " (2004, Струбе Верлаг Мюнхен-Берлін)
- Маленькі п'єси для фортепіано " Міні-фортепіано " (2004, Струбе Верлаг Мюнхен-Берлін)

### Камерна музика
- Сюїта для флейти та клавесина " 3 євразійські " (1994, видання Zurfluh Paris, Strube Verlag München-Berlin)
- " Valse Charmante " (Для Чарівного Ролика, Кларнета та фортепіано (1999, Струбе Верлаг Мюнхен-Берлін)
- « Karciğar Game Air'2» (Tanzlied, For Wind Five (2001, Strube Verlag München-Berlin)
- " Сюїта " для видувальної п'ятірки (2001, Струбе Верлаг Мюнхен-Берлін)
- " 2 концертні прелюдії " для флейти-альта та арфи (2002, Strube Verlag München-Berlin)
- " Drei Konzertstücke für 2 Trumpetten " (2003, Strube Verlag München-Berlin)
- " Der Eurhythmus " для Flöte und Klavier (2003, Strube Verlag München-Berlin).
- " Blech-Quartett " для Тромпети, Рога, Посану та Туби (2003, Strube Verlag München-Berlin)
- " Kleine Jazz Suite for Streichquartett " (2003, Strube Verlag München-Berlin)
- " 4 премії в Гітаре " (2003, Strube Verlag München-Berlin)
- " Drei Byzantynische Tänze " для Klarinette und Klavier (2003, Strube Verlag München-Berlin).

### Твори для фортепіано і голосу
- " Османіще Лідер " (Pour Zülfüne Meydâne Gel, 1977, Für Bariton (oder Bass) і Klavier, Strube Verlag München-Berlin)
- Альбом " Türküler Şarkılar " для фортепіано і голосу (1977—2001)
- " 5 Мозайк-Наеме " для баритону та фортепіано (2000, вірші: Тарик Гюнерсель)
- " Опер-Арієн " для голосу та фортепіано (2003, Струбе Верлаг Мюнхен-Берлін)
- " Übungsbuch für Sänger " від Begleitung des Klaviers (2003, Strube Verlag München-Berlin).

### Хорові твори
- " Ємен Тюркюссю " (для великого хору) (З опери Аск-І Мемну, 2002, Струбе Верлаг Мюнхен-Берлін).
- " Rast Semai " (за мотивами Деде Ефенді, для Великого хору, з опери «Аск-І Мемну», 2002, «Струбе Верлаг Мюнхен-Берлін»).
- «Давайте повернемося до Goksu» (Turku) (для Великого хору з опери Заборонене кохання, 2002 Strube Verlag München-Berlin)
- " Гімн Ватана " (Гімн Мектеб-і-Мюлькіе, складений Мусою Сюрейя бей, був гармонізований з його мелодією та фортепіанним супроводом, 2006 р., Присвяченим Явузу Далоглу.)

### Симфонічні твори
- " 40 злодіїв увертюри " (1990)
- « 2 Ракс'2» (з опери «Алі Баба» та 40 «Гарамілер», 1990 р.)
- " Симфонія " (2004)

### Ораторія / Оркестр-Голос
- Поетична опера " Блакитна точка " (9 серій, лібрето: Tarık Günersel, 1995, Strube Verlag München-Berlin)
- " Балада " для сопрано Меццо та малого оркестру (2004 р., Поема: Гюлселі Інал: «Ви всі самі»)

### Опери
- Опера «Алі-Баба та 40 злодіїв» 2 (лібрето: Тарик Гюнерсель, 1990, Струбе Верлаг Мюнхен-Берлін)
- Акт «Aşk-ı Memnu» Opera 2 (лібрето: Tarık Günersel, 2002, Strube Verlag München-Berlin)